# カトリック聖職者のウスタシャへの関与

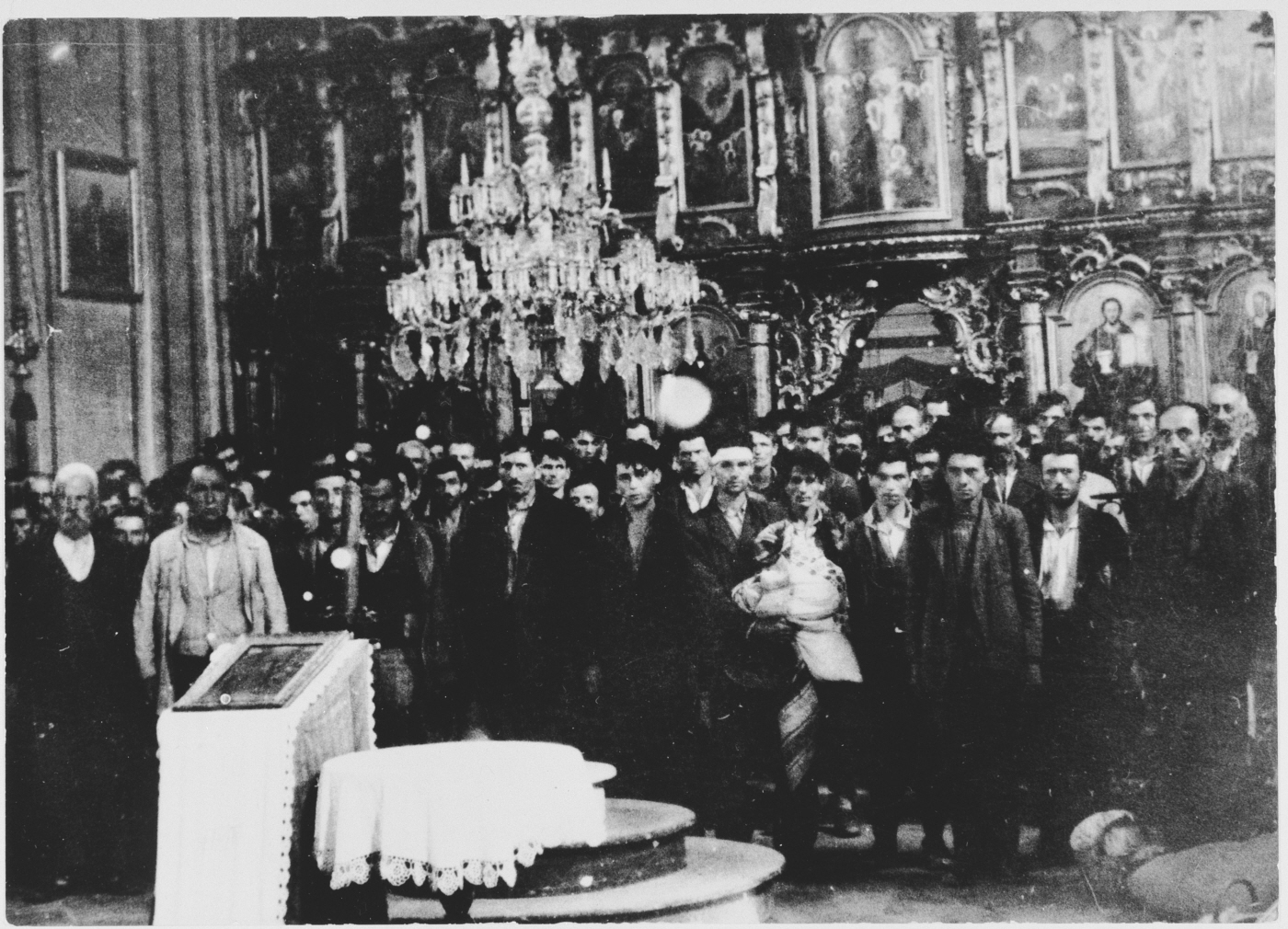
グリナでウスタシャによってカトリックに強制改宗させられているセルビア人

カトリック聖職者のウスタシャへの関与では、枢軸国が占領していたユーゴスラビアの領土に1941年につくられたナチスの傀儡政権、クロアチア独立国(NDH)でのカトリック教会の役割について記述する。クロアチア独立国はウスタシャによって動かされていた。

## 建国と承認
クロアチア独立国の建国は直ちにカトリック教会の聖職位階制や多くの司祭から歓迎された。ウスタシャの最高指導者アンテ・パヴェリッチはカトリックをクロアチア文化にとって不可欠であると見ており、反セルビアで親カトリックだった。コーンウェルは「1300年前に遡る教皇権への忠誠心」をカトリック教徒のクロアチア人からの正教徒であるセルビア人に対する恨みと共に、「クロアチア独立国の形成を下から支えた」という歴史上の実績の一つとして見ている。
バチカンの承認が幅広いクロアチア人の支持を得る為に要であったから、ウスタシャにしてみれば、「バチカンとの関係はドイツとの関係と同じ位に重要であった」。アンテ・パヴェリッチはクロアチアの独裁者になった直後の1941年5月にローマで教皇の個人的謁見を受けた。マイケル・フェイヤー(Michael Phayer)によると、「1941年に教皇の祝福を受けた後に、アンテ・パヴェリッチとウスタシャの軍人達は彼らの新しい国家で語られない虐殺を無遠慮に開始した」という。しかしながら、教皇ピウス12世はウスタシャとの関係を絶つ事を拒否し、1943年に再びパヴェリッチと面会した。ピウス12世はパヴェリッチを受け入れた事を批判され、英国外務省の非公開メモにはピウス12世は「我々の時代で最も偉大な道徳上の臆病者だ」と書かれてあった。この部分では、バチカンはウスタシャがクロアチアで共産主義を打ち負かし、第一次世界大戦より以前に正教会に改宗していた約20万人の多くにカトリックの再洗礼を受けさせることを望んでいた。
アロイジエ・ステピナツ大司教は1934年に叙階された時に世界最年少の司教だった。彼は大司教になった直後にバチカンから僅かの案内しか受けず、ウスタシャの台頭に対してどう対処するかについて大きな余裕が与えられた。彼のより低い立場の司教や聖職者達は彼と同じ感覚を共有していなかった。ステピナツは1941年5月にウスタシャから距離を置こうと試み始めた。1941年の夏と秋にウスタシャの殺人が「急激に増加」すると、ステピナツは教会のウスタシャへの協力について「厳しい批判」に晒されたが、「ウスタシャとの関係はまだ途絶えていなかった」。ステピナツはウスタシャの立場を「都合良く解釈」し、「限られた返答で結論を出した」。
ステピナツはカトリックのクロアチアへの希望を共有し、ユーゴスラビア国家は「クロアチア民族の監獄」だと見ていた。バチカンはステピナツ程には熱心ではなく、ジュゼッペ・ラミロ・マルコーネを教皇訪問者(Apostolic visitor)として派遣しただけで公式にはウスタシャを承認しなかった。ステピナツは教皇ピウス12世とパヴェリッチとの会談を設定してこの行程に満足し、これを「事実上」の承認として、マルコーネは名目上の教皇大使に過ぎないと見ていた。

## ウスタシャの暴力における役割

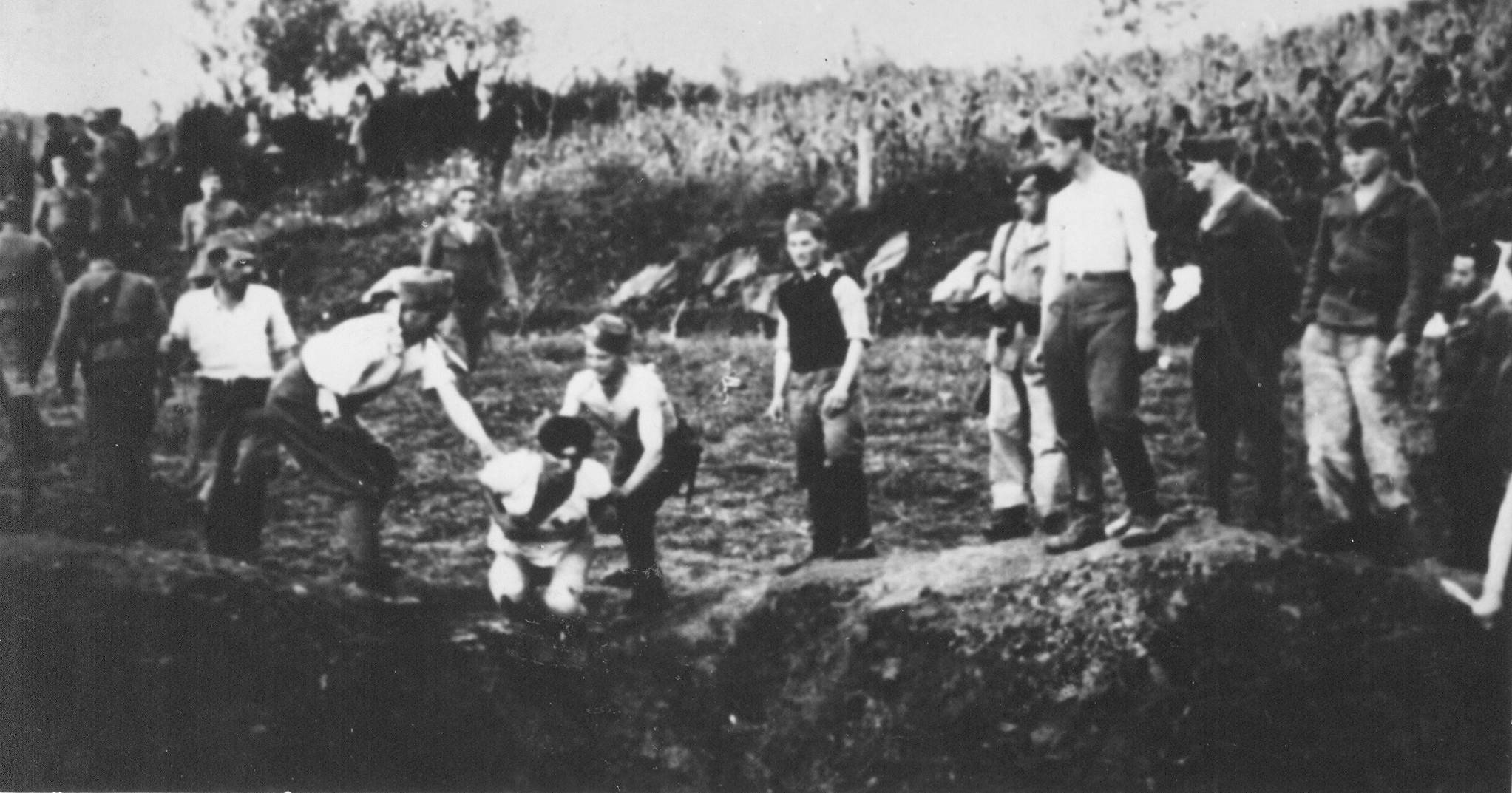
ヤセノヴァツ強制収容所で囚人を処刑している様子。免職処分を受けた フランシスコ会のミロスラヴ・フィリポヴィッチ(Miroslav Filipović)によって指図されていた

コラード・ゾーリ（イタリア人）やイーヴリン・ウォー（英国人）の著書で証言されている通り、多くのカトリック聖職者が直接的に、或いは間接的にウスタシャの暴力行為に関与していた事は広く知られている。最も悪名高い具体例は免職処分を受けたフランシスコ会のミロスラヴ・フィリポヴィッチ(Miroslav Filipović)であり、ヤセノヴァツ強制収容所を運営していたことから「ヤセノヴァツの悪魔」として知られ、そこで4万9600人から60万人が殺害されたと概算されている。イヴァン・シャリッチ(Ivan Šarić)はウスタシャを支持したカトリックの司祭の中で「最悪」の人物だと信じられている。彼の教区の新聞は「愛する事には限度がある。ユダヤ人から世界を解放する運動は人間の尊厳を更新する運動である。全知全能の神はこの運動の側に立っている」と書いた。シャリッチ司教は同様にユダヤ人の財産を奪い取って私物として使っていた。
何人かのカトリック司祭は、カトリック・アクション(Catholic Action)の内のクロアチア・カトリック運動(Croatian Catholic movement)の指導者だったイヴァン・グベリナを含めて、パヴェリッチの個人的なボディガードとして勤務した。もう一人、ボジダス・ブラロはサラエヴォの治安警察署長で、多くの反ユダヤ的な行動を主導した。ウスタシャの政党力とボスニア・ヘルツェゴビナでの政党活動の大半を強固にする為に、ユレ・フランツェティッチ(Jure Francetić)(この地域のウスタシャの行政長官) がカトリックの司祭の手中に収められた。
一人のカトリック司祭マテ・ムゴスは「聖職者は祈りの書を片付けて回転式拳銃を手に取らなければならない」と書いた。もう一人、ディオニジイェ・ユリチェヴ(Dionizije Juričev)はノヴィ・リスト(Novi list)の中で「七歳の子供を殺す事は罪ではない」と書いた。フェイヤーは「ホロコーストに先立つクロアチアでの虐殺の事実を確定する事は、ポーランドでの場合とは異なりカトリック教徒は被害者ではなく加害者であるので、大きな歴史学的意義がある」と論じる。

## 強制改宗
パヴェリッチ政権がユダヤ人、イスラム教徒、そしてプロテスタントのドイツ系少数民族と同様に正教徒のセルビア人を弾圧した際に、カトリックの聖職者達は正教徒のセルビア人にローマ・カトリックに改宗するよう促す段取りを踏んだ。1941年7月14日までには、「その選択的な改宗政策と最終的虐殺の方針を予想していたから」、クロアチア法務省はクロアチアの聖職者に「司祭、若しくは学校の先生、一言で言えば知識人の全てを、裕福な正教徒の貿易商や職人を含めて」入信させてはならないと指示した。改宗した多くの人々が同じ運命に直面したが、前もって「来るべき強制改宗計画から排除された人々は、追放されるか殺害された。
クロアチア人は正教徒のセルビア人から「明け渡されたか徴用された」多くの教会を使用した。カトリックの聖職者やカトリック・アクション(Catholic Action)の一部門である平信徒による組織クロアチア・カトリック運動(Croatian Catholic movement)は、こういった政府の方針に巻き込まれて行った。

### ステピナツ大司教
ステピナツ大司教は1941年11月にクロアチアの司教による教会会議を招集した。教会会議はパヴェリッチにユダヤ人を「クロアチアにドイツ軍が駐留していたことを考慮して、可能な限り人間的に」扱うように要請した。イスラエルの歴史家メナヒェン・シェラは教会会議が改宗したユダヤ人にしか関心を払っていなかったと述べているが、バチカンは「ユダヤ系市民」の為に行われたとしてマルコーネにこの教会会議に対する賞賛の反応を返した。教皇ピウス12世は個人的には教会会議を「勇敢で果断であった」と賞賛した。 シェラは次のように書いている。
1941年11月にザグレブで開かれた司教協議会は、同年夏に実行されたセルビア人に対する強制改宗を非難する為に準備されたのではなく、セルビア人やユダヤ人を迫害、殺害した事のみを非難した。ザグレブ大司教ステピナツがクロアチアのユダヤ人、セルビア人、その他の民族を殺害した事(彼らの殆どはその頃までに殺害されていた)に対して公的に見解を表明したのは1943年半ば以降だった。初期の段階では、クロアチアでの虐殺はローマではバチカン国務長官のドメニコ・タルディーニ(Domenico Tardini)大司教によって「新体制の歯が生える頃の不調」であると説明された。
しかしながら、学者ロナルド・J・ライチラクによると、「クロアチアの大司教ステピナツはローマからの指示を受けた後に、政府による野蛮な行動を非難した。1942年10月24日に彼が行った演説はナチスの理論を拒否した多くの演説の中で典型的である。
全ての人々と全ての人種は区別無しに神の子である。ジプシー、黒人、ヨーロッパ人、或いはアーリア人には平等の権利がある。この理由で、カトリック教会は常に階級、人種、ナショナリティの理論に基付いた全ての非正義や全ての暴力を非難し続けて来た。劣等人種であるとしてジプシーやユダヤ人を迫害する事は容認出来ない。
ライチラクは続ける。AP通信は「1942年までにステピナツはセルビア人、ユダヤ人、ジプシー、そしてクロアチア人に対する数万もの虐殺政策を非難して、ナチスの傀儡政権の厳しい批評家になっていた」。それによって彼はクロアチアの独裁者アンテ・パヴェリッチに対する憎しみを膨らませていった（パヴェリッチがローマを外遊した際に、彼が求めていた外交団との会談を拒否されたので激怒した）。
1946年10月13日には、戦後の共産主義政権がステピナツ大司教に対して犯罪事例をでっち上げようとした時に、アメリカのユダヤ教指導者ルイス・ブレイヤーは述べた
カトリック教会のこの偉大な人物はナチスの協力者として告発されて来た。我々ユダヤ人はそれを否定する。最も危険だった正にその瞬間に、彼はナチスの暴政に対してヨーロッパで立ち上がった僅かな人々の一人である。彼は人種法に対して恐れを成さずに公然と反対した。教皇ピウス12世聖下に次いで、彼はヨーロッパで迫害されたユダヤ人の最も偉大な擁護者だった。

## 異議を唱えた聖職者
僅かな卓越したカトリックの聖職者がウスタシャの暴力に反対した。彼らの一人はモスタル司教のアロイジエ・ミシッチ(Alojzije Mišić)であった。スロベニアのリュブリャナ司教だったグレゴリー・ロジュマン(Gregorij Rožman)は、イタリアの文民政権の許可を入手する際にイエズス会のピエトロ・タッチ・ヴェントゥーリ(Tacchi Venturi)の助けを借りて、カトリックに改宗していたユダヤ人がクロアチアから彼の教区に逃亡してそこに留まる事を許した。

## バチカンの役割
歴史家マイケル・フェイヤー(Michael Phayer)によると、「ステピナツとバチカンがウスタシャの暴力が殺人へと化した事を知らなかったと信じる事は不可能だ」としている。コーンウェルは「バチカンが残虐行為について知っていた事、パヴェリッチが調停する為の優秀な職員を使い損ねた事、そして北欧で計画されていた最終的解決に対してバチカンの代表団が共謀していたので」、カトリック聖職者の関与が重要だと考えている。
教皇ピウス12世は長期に渡ってクロアチア人のナショナリズムを支持していた。ニコラ・タヴェリッチ(Nikola Tavelić)を聖人にする為に、そして幅広く「ウスタシャの歴史認識を立証する」為に、彼は1939年11月にローマにクロアチア人の巡礼団を招き入れた。ステピナツ大司教との会談で、ピウス12世は、正教徒のセルビア人は本当のキリスト教徒ではないというニュアンスを含んだ、クロアチア人は「キリスト教の前哨地だ」という教皇レオ10世の言葉を反復した。ピウス12世はステピナツに予言した:
"より良い将来の希望はあなた方に微笑んでいる。その将来は教会と国家との関係があなた方の国で調和の取れた行動が両者の優位性へと統制されるであろう。"
国務次官モンティーニ(後の教皇パウロ6世))が「クロアチアとポーランドに関する日々の事柄に責任を有していた」。彼は毎日ピウス12世に報告し、1941年にはウスタシャの残虐行為について聴いていた。1942年3月に、モンティーニはバチカンに来ていたクロアチアの代表団に「これらの残虐行為が発生した可能性はあり得るのか」と尋ねた。するとクロアチア側はそういった告発は「かなり曲げられている」と見ていると答え、一度はそれらを「嘘とプロパガンダ」だと呼んだ。モンティーニの同僚ドメニコ・タルディーニ(Domenico Tardini)はウスタシャの代表団に「クロアチアは若い国だ。[...]若者はその年齢の所為で屡々間違えがちだ。従ってクロアチアが間違えた事も驚くには値しない」という理由で、バチカンがウスタシャ体制を免罪する方針であると伝えた。
ステピナツは1942年4月にローマに呼び付けられて、彼はそこにパヴェリッチの数々の悪行が詳しく掲載された9頁の書類を持参した。この書類にはパヴェリッチ本人が知らされていないか認めていない残虐行為について「異常」と書かれてあったが、ADSS(Actes et documents du Saint Siège relatifs à la Seconde Guerre Mondiale)からは削除されている。しかしながら、1942年までにバチカンは「教皇による非難が不安定なクロアチア国家に出されるという結果を危険に晒すよりはステピナツにファシストを制御させる方を好んだ」。
後に枢機卿団の団長となるウジェーヌ・ティサラン(Eugène Tisserant)によると、「我々はこれらの残虐行為に関与した全ての聖職者のリストを持っている。そして我々は彼らが付けた染みを綺麗にする為に然るべき時に彼らを処罰するだろう」と述べた。ピウス12世はクロアチアのカトリック聖職者がウスタシャ体制に関与していた事を詳しく知らされていたが、クロアチアの教会が分裂し、将来のクロアチア国家の形成を浸食する事を恐れて、体制を非難する事や「虐殺に関わった」聖職者に対して行動を起こす事さえしないと決定した。
フェイヤーはバチカンのポーランドでの虐殺に関する「限定的で大雑把」な知識と、「虐殺に関与していた間に教皇大使とクロアチア教会の最高指導者ステピナツ大司教の双方が教皇庁（ローマ教皇庁）と継続的に接していたというクロアチアの場合」とを比較する。国務長官マリョーネが教皇大使マルコーネに「もし猊下が相応しい場合を見付ける事が出来るならば、公式見解を示したと解釈されない様に、そしてクロアチアの領土でのユダヤ人に対する関心の節度が保たれる様に慎重な方法を採るべきです。猊下は地方の文民政権に協力している[...]という印象を常に持ち続けるべきです」と言った。フェイヤーは、バチカンが「虐殺の不道徳性について公的にファシストに挑戦するのではなく、ウスタシャ政府に外交圧力を掛ける方を好んだ」としている。

しかしながら、ロナルド・J・ライチラク教授によると、「1941年から1944年までバチカンはスロバキアからのユダヤ人追放に関して四つの公式の手紙と無数の口頭による弁明と不服申し立てを出した」という。ライチラクは1943年4月7日にピウス12世本人が出した手紙を引用する: 
"聖座（教皇庁）は常にスロバキア政府が、また、スロバキア国民独自の人々の感情を解釈する事、カトリック教徒がユダヤ人種に属している人々の強制的な排除が殆ど完全に決して続行されはしないという安定した望みを抱きました。従って、聖座が共和国の領域からそのような自然の継続的な移動について知って、激しい痛みを感じています。スロバキア政府がスロバキアのユダヤ人の居住者の完全な除去を続行するという意図に関して様々な報告を受けた今、この痛みは更に悪化しています。そして、スロバキア政府は女性と子供たちさえ労りません。これらの人々が特定の人種に属している理由の為だけに単にこれらの処置、人間の基本的人権を踏みにじる行動を非難しないならば、聖座は聖なる支配に失敗するでしょう。"
ライチラクは同様に述べる: "翌日、聖座から追放に直面していたユダヤ系住民を支持せよという内容のメッセージがブルガリアにいるバチカンの代表団を指導する送られた。その後間もなく、イスラエルの為のユダヤ・エージェンシー(Jewish Agency for Israel)の総長がアンジェロ・ロンカリ(後の教皇ヨハネ23世))と面会し、「スロバキアにいるイスラエル民族の味方となって行動して下さり、幸せな結果を聖座に感謝する」と述べた。ライチラクは付け加える。「1942年10月に、バチカンからザグレブにいる代表団に「クロアチアに暮らしていたユダヤ人に対する追放という痛々しい状況」についてのメッセージが送られ、政府に「それらの恵まれない人々により慈悲深い扱い」を嘆願させるように聖職者達に指導した」。国務長官のメモ書きが1943年1月までにバチカンの嘆願が「クロアチアのユダヤ人」の宙ぶらりん状態の解消に成功した事を反映しているが、ドイツは「ユダヤ人に対してより強い態度」の為に圧力を適用していた。1943年3月6日に送られたもう一つの教皇庁からザグレブにいた代表団への指示は、ユダヤ人の味方になって仕事をするようにとの内容だった。

### パヴェリッチの会談
ダルマチア海岸のクロアチアの幾つかの都市や地域を掌握していたムッソリーニと条約を調印する為に、パヴェリッチは1941年5月18日にローマを訪問した。ローマ滞在中に、彼はピウス12世との「信仰の厚い」会談を与えられた。コーンウェルはこの行動がクロアチア独立国に対する「教皇庁による事実上の承認」であると見ている。その後間もなく、ラミロ・マルコーネ大司教がザグレブ駐在の教皇大使に任命された。
コーンウェルはバチカンがこの時点でウスタシャによる精密な残虐行為に気が付いていたのかどうか不明確だとしているが、彼は「ヒトラーやムッソリーニの操り人形パヴェリッチが全体主義的な独裁者だった事、堕落した人種主義や反ユダヤ法を通した事、そして彼が正教会からカトリックのキリスト教への強制改宗を決意していた事は正に始まった時から知られていた」と書いた。

## その後

### バチカンの"ラットライン"
フェイヤーによると、「戦争が終わった頃に、シャリッチ司教といった聖職者の支持者を含めてウスタシャ運動の指導者達が、虐殺されたユダヤ人やセルビア人から奪い取った金塊を持って国内からローマに逃亡した」という。
ピウス12世は第二次世界大戦後にアンテ・パヴェリッチを擁護し、「ローマにあるバチカンの財産」で逃亡生活を支え、南米への渡航を助けた。パヴェリッチとピウス12世はバルカン半島にあるカトリック国家の目標を共有し、ティトー支配下の共産主義国家に対抗する事で意思が統一された。ピウス12世は同様に、パヴェリッチやその他の戦争犯罪人がユーゴスラビアでは公平な裁判を受けられないと信じていた。1946年にローマに到着した後、パヴェリッチはラットライン(Ratlines (World War II))を使って他のウスタシャのメンバーと共に1948年にアルゼンチンに到着した。ロシア、ユーゴスラビア、イタリア、そしてアメリカのスパイやエージェント全員がパヴェリッチをローマで拘束しようとしたが、バチカンは全ての協力を拒否し、力強く治外法権の立場を守った。パヴェリッチは身柄を捕らえられず彼の犯罪に関して裁判にも掛けられなかった。
フェイヤーによると、「パヴェリッチを匿うバチカンの動機はティトーが教会をどう扱うのかに対する不安によって一本調子に大きくなった」という。
多数のクロアチア難民や戦争犯罪人がローマの聖ヒエロニムス・教皇庁クロアチア大学(Pontifical Croatian College of St. Jerome)に収容された。情報機関の報告はパヴェリッチ本人の居場所についても言及していた。防諜軍団 (アメリカ陸軍)(Counterintelligence Corps (United States Army))のエージェント、ウィリアム・ゴーウェン(バチカン駐在の外交官フランクリン・ゴーウェンの息子)がパヴェリッチ発見の任務を背負った一人だった。防諜軍団がバチカンとアメリカとの関係がパヴェリッチの居場所を明らかにすると望んだとしても、結局のところ事態は後退し、バチカンはアメリカに撤退させる事を了承させた。1947年の春までに、バチカンは米英両国にウスタシャの戦争犯罪人をユーゴスラビアに引き渡さない様にと激しい圧力を掛けていた。
特殊エージェントのゴーウェンは1947年に、パヴェリッチが共産主義と同様に正教会にも反対していたという記録の為に、「彼はバチカンで相当高いレベルの人物と接触しており、彼の現在の立場はバチカンに対し妥協的になっている事、如何なる対象の引き渡しもローマ・カトリック教会にしてみれば驚くべき一撃になっただろう」と警告した。教会が恐れていた困惑はパヴェリッチによるバチカンの「ラットライン」の使用ではなく(パヴェリッチはこの時点では帰国する希望を抱いていて、ラットラインを使おうとはしなかった)、バチカンが信じていた事実がパヴェリッチの最終的な裁判で明らかになる事であった。

### ウスタシャの金塊
聖ヒエロニムス・教皇庁クロアチア大学(Pontifical Croatian College of St. Jerome)(バチカン周辺のクロアチアの神学校)に隠れていたウスタシャのメンバーは、多額の強奪された金塊を持ち込んだ。これは後に他のバチカンの治外法権の財産に、そして/或いは宗教事業協会に移された。これらの金塊が2008年の時点で数百万ドルの価値があったとしても、第二次世界大戦中に大半はナチスによって奪われた金塊(Nazi gold)全体のほんの僅かの割合しか占めなかった。フェイヤーによると、「バチカンの最上位の人物は金塊がどこに在るのかを知っていた」という。
ウスタシャの生存している被害者やカリフォルニア州在住の次世代の親族がアメリカ連邦裁でバチカン銀行等を相手取って「アルペリンとバチカン銀行との訴訟」(Alperin v. Vatican Bank)という複雑訴訟形態を起こした。特に、宗教事業協会は「ウスタシャの資金を洗浄しヨーロッパや北米と南米に預金を作った容疑と、パヴェリッチ本人を含めて逃亡したウスタシャの指導者達に資金提供した」容疑で告訴された。バチカンに対する主要な証拠の断片は、アメリカ合衆国財務省の財務調査官ハロルド・グラッサー(Harold Glasser)にエマーソン・ビゲロウから1946年10月16日に送られた「ビゲロウの派遣」である。元戦略情報局のエージェント、ウィリアム・ゴーウェンも同様に専門家として宣誓を誓い、1946年にイヴァン・バビッチ大佐がスイスから教皇庁大学に10トンの金塊を運んだと証言した。全ての容疑は退けられた。

### 社会主義ユーゴスラビアとの関係
フェイヤーによると、「戦争が終わる前にさえ、ティトーはウスタシャに対し報復を始めており、それはカトリック教会とウスタシャの近い関係を理由にカトリック教会を敵視するものだった」。ティトーのパルティザンは認定されたか実際のウスタシャへの協力を理由にカトリックの聖職者に復讐した。1945年2月までに少なくとも14人の司祭が、同年3月までに160人に司祭が、同年末までに270人の司祭が殺害された。カトリック教徒の小説家イーヴリン・ウォー(彼は戦後にクロアチアを訪問した)によると、「実際に彼らに協力するまでには至らないが、聖職者達は全体として枢軸国寄りのウスタシャを黙認する事で疑い無く教会の立場を危うくしたという点で、パルティザンの任務は簡単になった」という。フランシスコ会は格別にパルティザンの攻撃対象とされ、15のフランシスコ会の修道院が破壊された。
この意味では、当時の状況はバチカンの共産主義の東欧に対する通常の接し方(Vatican and Eastern Europe (1846–1958))の小宇宙だった。ピウス12世はティトーへの使節としてアメリカ人司教ジョセフ・パトリック・ハーリー(Joseph Patrick Hurley)を送った（ハーリーは「修道会員」という肩書きを持っていて、これは一歩下がった外交承認だった）。ティトーはステピナツ大司教をローマに呼び戻すことを要求し、教皇はステピナツ本人に任せ、ステピナツは留まることを選んだ。

### 戦後の裁判
ロズマン
リュブリャナのグレゴリー・ロジュマン(Gregorij Rožman)司教は「ユーゴスラビアで「利敵協力」した罪で「欠席裁判」で1946年8月に軍事裁判で裁かれた最初の司教となった。この裁判はスロベニア最高裁判所によって2007年に取り消しとされた。イギリスの占領政権は「彼が逮捕されウスタシャの協力者」として拘留する事を要求していた。フェイヤーは彼の裁判が「ステピナツに対する手続きの為の準備運動」であり、ロジュマンが有罪判決を受けた後にステピナツが逮捕されたと見ている（ロズマンはアメリカ合衆国で安全な所を与えられ、そこでこの世を去った）。
ステピナツ
アロイジエ・ステピナツ大司教はウスタシャ政府を支持した容疑、正教徒のセルビア人への強制改宗を促した容疑、そしてユーゴスラビアでのウスタシャの抵抗活動を励ました容疑で起訴された。フェイヤーはステピナツが(彼は裁判中黙秘したままだった)彼自身を強制改宗を支持した容疑から弁護することが出来たが、残りの二つについては弁護出来なかったと論じる。ステピナツは懲役16年の有罪判決を受けた。彼は自宅軟禁に減刑される前にレポグラヴァ刑務所(Lepoglava prison)で5年間服役した。
ピウス12世は1952年にステピナツを枢機卿会に昇進させた。フェイヤーはステピナツの有罪判決を「見せ物裁判」だとする批判に部分的に同意するとしても、彼がウスタシャ体制を支持していた容疑は当然誰もが知っていて当然真実だったということ、そしてもしステピナツが彼に掛けられていた容疑に応答していたならば、彼の弁護は必然的に瓦解しバチカンが虐殺を行っていたパヴェリッチを支持していたことが必ず明るみに出ていただろう」とフェイヤーは述べている。最も有罪の証拠となったのは、ステピナツはウスタシャの公文書、ウスタシャにとってクロアチアの権力を奪い返す上で決定的となる書類、ウスタシャの戦争犯罪人に対する有罪とする情報を大量に含んでいた書類を彼の教区に蓄えさせていたことだった。
ステピナツは1953年に故郷のクラシッチ村に輸送され、7年後に自宅で帰天した。1998年には、教皇ヨハネ・パウロ2世が彼を列福した。